# Köpings trivialskola
Köpings trivialskola var en gymnasieförberedande skola, trivialskola/pedagogi, i Köping som verkade till 1905.
År 1860 omtalas skolan som en tvåklassig pedagogi i en ny skolbyggnad från 1842. År 1877 är skolan en tvåklassig pedagogioch 1888 en pedagogi med 33 elever .
Pedagogin som inte blev lägre elementarläroverk efter 1849 eller lägre allmänt läroverk 1878 lades ner 1905 då den ombildades till en statlig samskola som senare blev Köpings högre allmänna läroverk.